# Caradrina dresnayi
Caradrina dresnayi là một loài bướm đêm trong họ Noctuidae.